# Aoi Nakamura
Aoi Nakamura (中村 蒼?, Nakamura Aoi; Fukuoka, 4 marzo 1991) è un attore e modello giapponese.
Inizia la sua carriera nel mondo dello spettacolo nel 2005, è apparso presto ottenendo ruoli di rilievo in molte pellicole cinematografiche e dorama.

## Filmografia

### Cinema
- The Silent Service (2023) - Eiji Yamanaka
- Nemesis: The Movie (2023) - Yūji Shimanto
- Momi's House (2020)
- Recall (2018) - Hajime Sugimoto
- Library Wars: The Last Mission (2015)
- Tokyo Nanmin (2014) - Osamu Tokieda
- Kiyoku Yawaku (2013) - Toshikuni Mayama
- Hara Ga Kore Nande (2011) - Yōichi
- Ike! Genshi Koukouen Gekibu (2011) - Ogasawara Genki
- My Back Page (2011) - Shibayama Hiroshi
- Kimi to Boku (2011)
- Hoshi no Furumachi (2011) - Tsutsumi Kotaro
- Sabi Otoko Sabi Onna - Boy? meets girl (2011) - Konosuke
- Paranormal Activity: Tokyo Night (2010) - Yamano Koichi
- Ōoku (2010) as Kakizoe
- Perfect Blue (film) (2010) - Shinya
- Beck (film) (2010) - Sakurai Yuji
- Hyakuhachi (2008). Kobayashi Nobuhiro
- Koizora (2007)

### Dorama
- Ōoku: The Inner Chambers (NHK, 2023) - Ienari Tokugawa
- Ranman (NHK, 2023) - Yūichirō Hirose
- Kamen Rider Black Sun (Prime Video, 2022) - Kotaro Minami da giovane
- Nemesis (NTV, 2021) - Yuji Shimanto
- Yell (NHK, 2020) - Tetsuo Murano
- Otto no chinpo ga hairanai (Fuji TV, 2019)
- Ouroboros (TBS, 2015)
- Monsters (TBS, 2012)
- Legal High (Fuji TV, 2012, ep1)
- Majutsu wa Sasayaku (Fuji TV, 2011)
- Hanazakari no kimitachi e (Fuji TV, 2011) - Sano Izumi
- Marumo no Okite (Fuji TV, 2011) - Sano Izumi
- Saisei Kyouryuu (WOWOW, 2011) - Hōrai Hideki
- Propose Kyodai (Fuji TV, 2011) - Yamada Saburo
- Perfect Blue (WOWOW, 2010) - Shinya
- Angel Bank (TV Asahi, 2010) - Emura Natsuki
- Otokomae! 2 episode 12 (NHK, 2009) - Hasegawa Hisanao
- Tsutaetai! (TBS, 2009) - Takahara Akira
- Q.E.D. (NHK, 2009) - Toma So
- Gakko ja oshierarenai! (NTV, 2008) - Mizuki Kazuki
- The yasumi jikan (Disney Channel, 2008-2009) - Akira
- Boys Esté (TV Tokyo, 2007) - Akagi Hibiki
- Shinigami no Ballad (TV Tokyo, 2007)